# Ribera del Órbigo

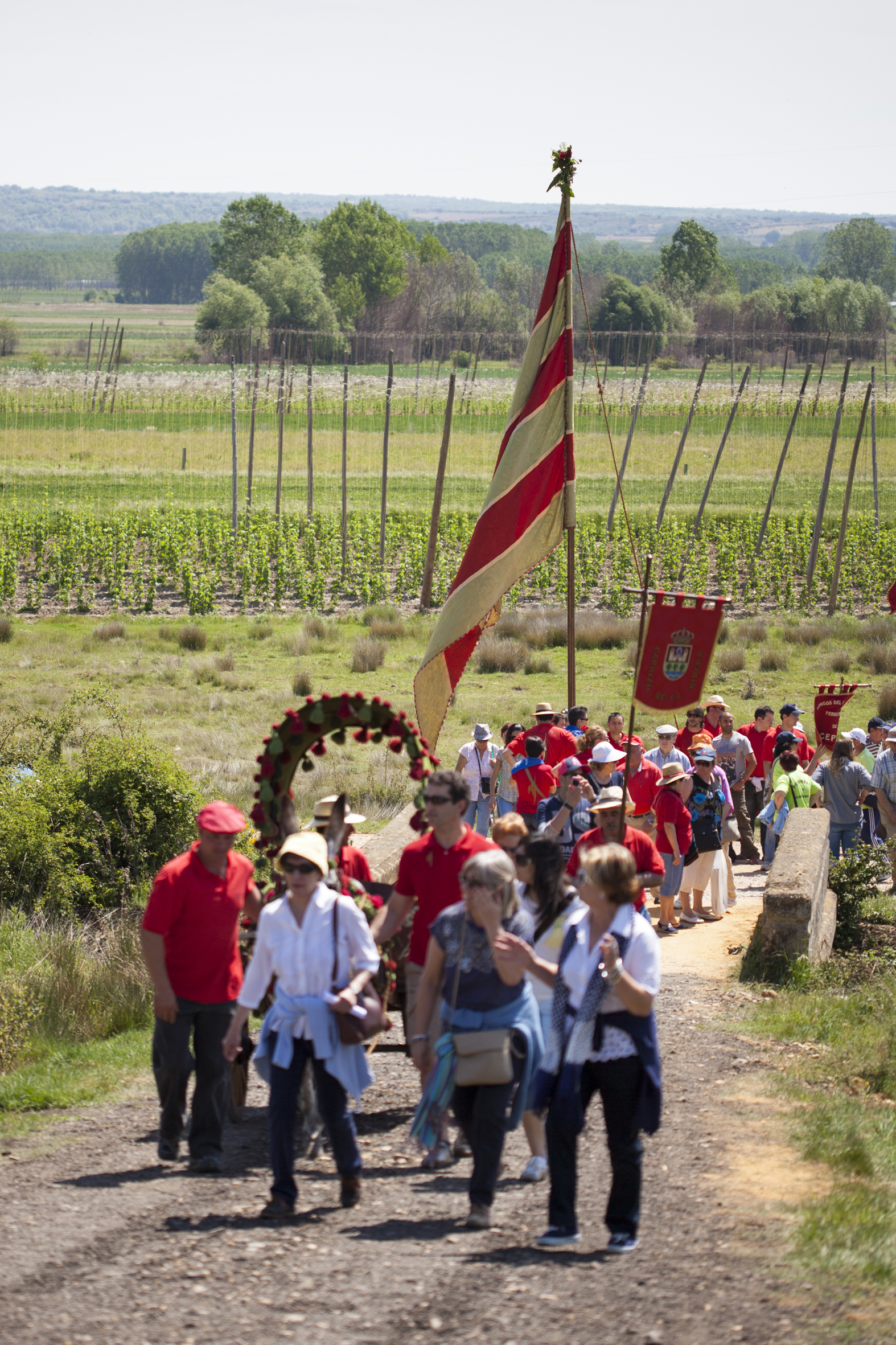
Romería de Carrizo de la Ribera

La Ribera del Órbigo es una comarca tradicional española situada en la zona central de la provincia de León. 

## Geografía
La comarca abarca el territorio bañado por las aguas del río Órbigo; este nace cerca de Secarejo, fruto de la confluencia de los ríos Omaña y Luna, aunque los límites septentrionales se sitúan algo más al norte e incluyen un breve tramo del río Omaña. De norte a sur abarca los términos municipales de Las Omañas, Llamas de la Ribera, Cimanes del Tejar, Carrizo de la Ribera, Turcia, Santa Marina del Rey, Benavides de Órbigo, Villares de Órbigo, Hospital de Órbigo y Villarejo de Órbigo.

## Historia
Gracias a las aguas del río y de los distintos canales que desde la Edad Media se han ido construyendo, tradicionalmente se ha desarrollado una agricultura rica y variada que ha favorecido el asentamiento de núcleos urbanos de población más o menos estable. La personalidad geográfica y económica del valle contribuyó a la formación de la identidad comarcal.
Antiguamente fue un arciprestazgo asturicense, dentro del arcedianato de Ribas del Sil. Como excepción, los lugares del municipio de Las Omañas, que pertenecieron a la diócesis de Oviedo, arciprestazgo de Ordás, y las localidades de La Milla, Quiñones y Velilla, que eran de León.

## Cultura

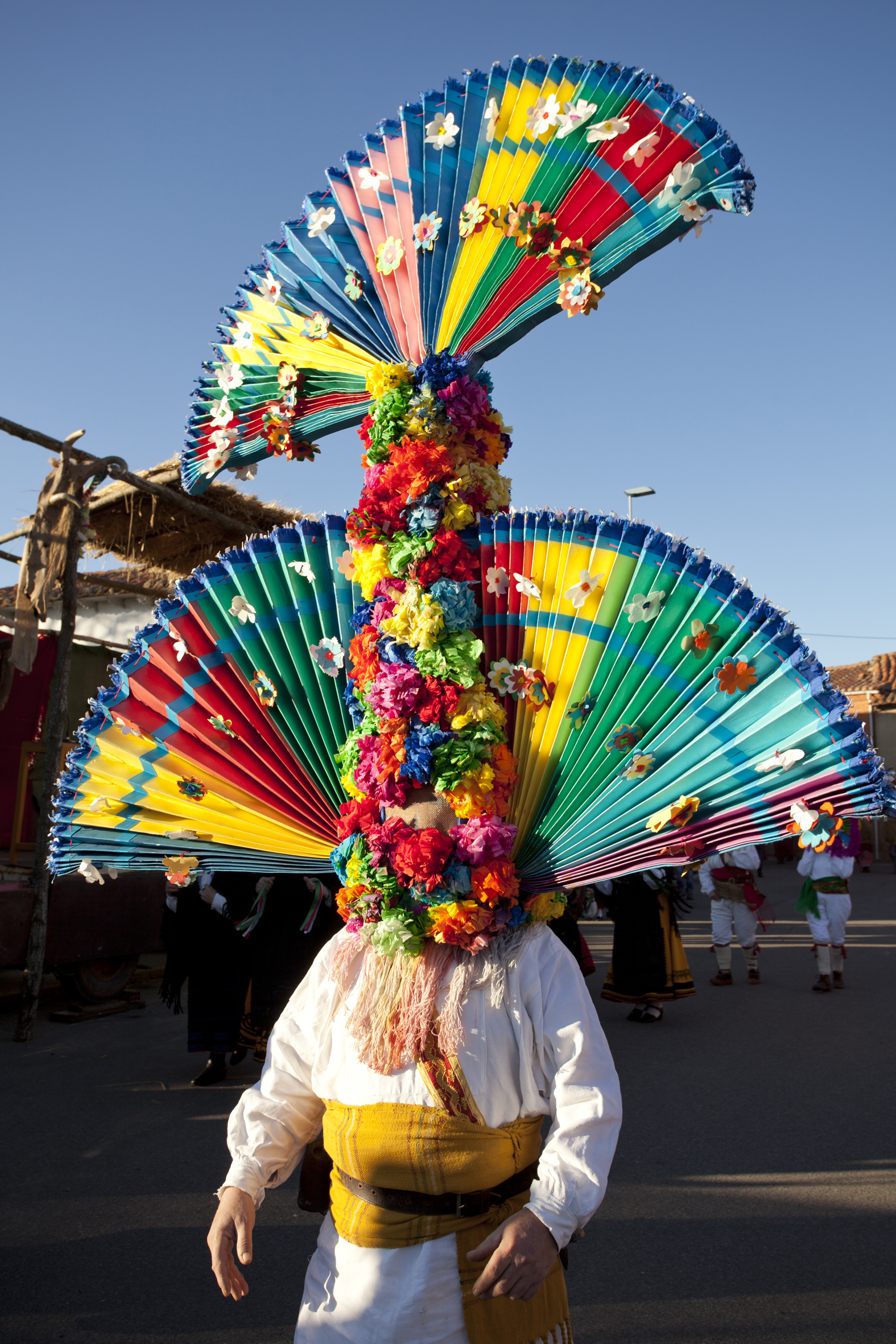
Antruejo de Velilla de la Reina

### Festividades
Los antruejos o carnavales tradicionales son una de las festividades más importantes de la Ribera del Órbigo. La palabra antruejo tiene su origen en la antigua palabra leonesa entroydo, que hacía referencia a la entrada de la Cuaresma.
El origen del antruejo es desconocido, aunque este podría estar asociado a las saturnales, calendas y, principalmente, las  lupercales, celebradas en honor al dios Fauno Luperco, todas ellas celebraciones de la antigua Roma en las que, entre otros rituales, se sacrificaban animales considerados impuros para posteriormente ataviarse con sus pieles e impregnarse con su sangre como símbolo de purificación y fertilidad en preparación para la primavera.
A comienzos de la Edad Media empezaron a asimilarse al cristianismo a través del carnaval como preludio al recogimiento y penitencia propios de la Cuaresma. De ese proceso de sincretismo provienen numerosos rasgos de los antruejos que se han conservado, entre los que destacan los de Carrizo de la Ribera, Velilla de la Reina y Llamas de la Ribera, los tres declarados Fiesta de Interés Turístico Provincial, y el de Villamor de Órbigo.

## Gastronomía

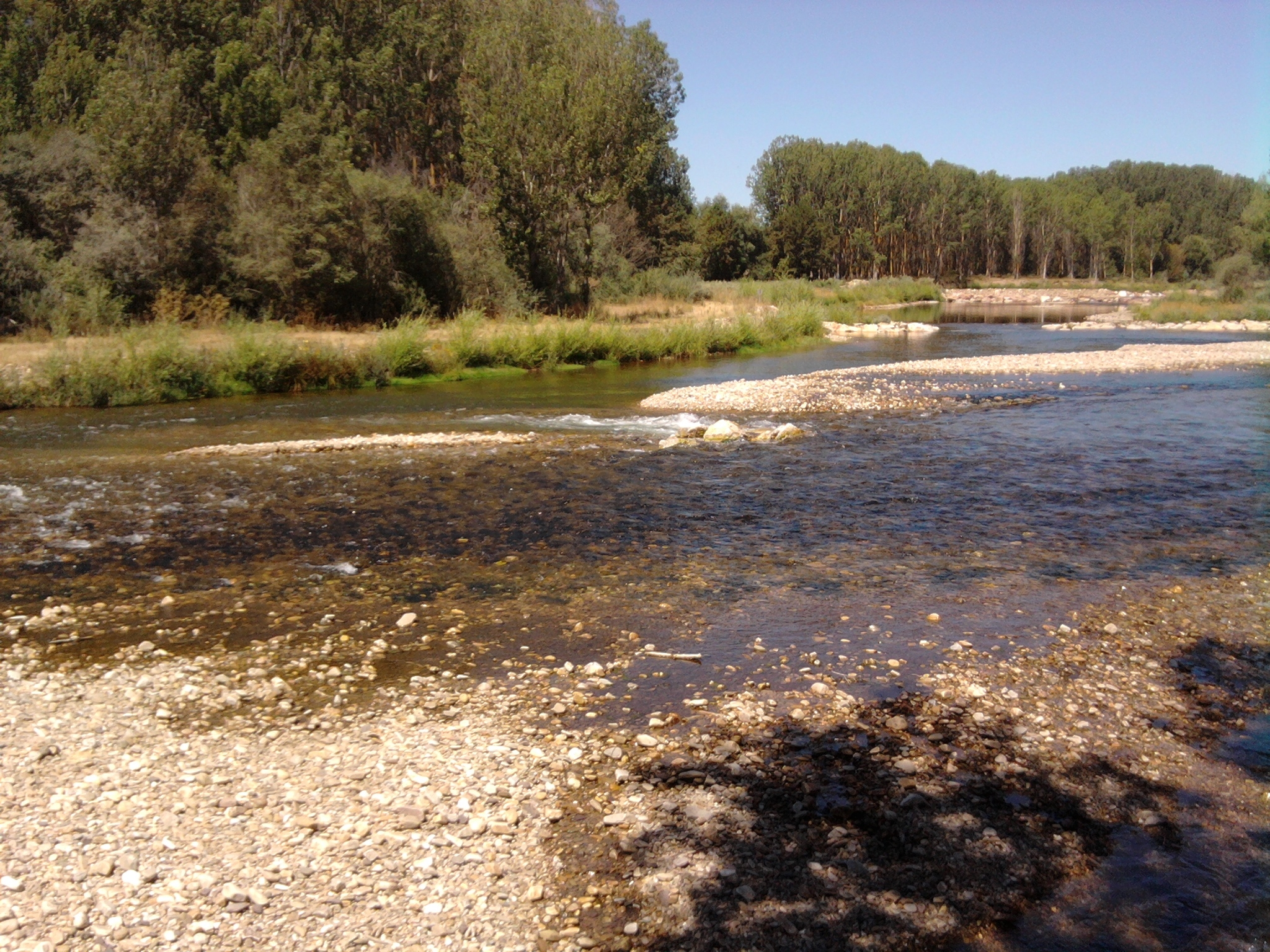
La trucha del río Órbigo es uno de los productos más importantes de la Ribera

La gastronomía en la Ribera del Órbigo está basada, como en el resto de comarcas de su entorno, en los alimentos que se pueden conseguir localmente. Entre aquellos de origen animal destacan los huevos y la carne, principalmente la obtenida de la matanza —con la que se elaboraban morcillas, chorizos, jijas y lomo— además de la trucha, obtenida en los cursos fluviales. Entre los alimentos de origen vegetal destaca una gran variedad de hortalizas, como los pimientos y ajos.
Entre los platos típicos destacan, entre otros, la sopa de trucha, elaborada con truchas, pimentón, pan, ajo y sal.
Entre la repostería tradicional son comunes las rosquillas, almendrados, mazapanes, orejas, hojaldres y sequillos, y la limonada en cuanto a bebidas.